# EBITDA
EBITDA (скор. від англ. Earnings before Interest, Taxes, Depreciation and Amortization) — аналітичний показник, що дорівнює обсягу прибутку до вирахування витрат за відсотками, сплати податків та амортизаційних відрахувань.

## Розрахунок EBITDA
Показник розраховується на підставі фінансової звітності компанії і використовується для оцінки того, наскільки прибутковою є основна її діяльність. Показник використовується при проведенні порівняння з галузевими аналогами, дозволяє визначити ефективність діяльності компанії незалежно від її заборгованості перед різними кредиторами і державою, а також від методу нарахування амортизації.
Показник не є частиною стандартів бухгалтерського обліку. Спочатку призначався для аналізу привабливості операцій з поглинання на позикові засоби. Існує цілий ряд відомих недоліків цього показника.
Попри це, широко використовується як інструмент для аналізу компаній. Спотворення, що виникають при розгляді EBITDA є причиною того, що багато компаній, що публікують в своїх звітах даний параметр для широкого кола інвесторів і аналітиків, роблять це з обмовками з приводу розуміння даного параметра в контексті звіту.
Показник EBITDA розраховується таким чином:
```
 Чистий прибуток
+ Витрати по податку на прибуток
- Відшкодований податок на прибуток
(+ Надзвичайні витрати)
(- Надзвичайні доходи)
+ Відсотки сплачені
- Відсотки отримані
= 
EBIT
```

```
+ Амортизаційні відрахування по матеріальних і нематеріальних активах
- Переоцінка активів
```

```
= EBITDA
```

## Прибуток, амортизація і EBITDA
Амортизація витрат на придбання, виготовлення або поліпшення основних фондів робить істотний вплив на величину показника «прибуток». Так, наприклад, якщо компанія витратила $99 млн на покупку нових комп'ютерів для своїх співробітників і вирішує списати ці витрати протягом трьох років, то в перший рік показник «витрати» враховуватиме третину реальних витрат на покупку комп'ютерів — $33 млн, а, значить, зменшить показник «прибуток». У подальші два роки показник «прибуток» також буде зменшений з урахуванням третини витрат на покупку комп'ютерів. Показник EBITDA не враховує амортизацію і, за твердженням його прихильників, реальніше відображає прибутковість компанії.
До критиків використання EBITDA в звітності відноситься відомий інвестор Воррен Баффет, якому належить вислів: "Невже менеджери думають, що капітальні витрати несе зубна фея? (Does management think the tooth fairy pays for capital expenditures?) Теоретично, компанія може витратити мільярдні суми на покупку нової техніки, але ці реальні витрати не будуть враховані публікованим показником EBITDA.
На думку критиків показники «прибуток» і «операційний потік платежів» реалістичніше відображають стан справ в компанії, EBITDA це штучний, ускладнений показник.
Міжнародні аудиторські правила (GAAP і IAS) прямо не рекомендують використовувати EBITDA, як таку, що порушує базові принципи обліку, проте на практиці вона достатньо широко поширена.
Проблема з EBITDA полягає в тому, що вона змішує здоровий глузд з умовностями бухгалтерського обліку. Функція її полягає в тому, щоб показати, скільки грошей компанія може теоретично направити на обслуговування свого боргу, тому що амортизація — це не реальні платежі, а при нульовому прибутку податок на прибутку в теорії теж буде нульовим. Проте відомо, що в довгостроковому періоді капіталовкладення 95 % американських компаній приблизно рівні амортизації.
Іншими словами, EBITDA зручний інструмент аналізу при переділі власності, оскільки дозволяє визначити «ефект дешевших грошей (дешевого кредиту)», тобто ефективність зміни власника на нового, здатного забезпечити нижчу ставку кредиту за позиками підприємства.

## «Доткоми» та EBITDA
У час Інтернет-буму наприкінці 1990-х років багато «дотком»-компаній воліли публікувати показник EBITDA або звіти «про форма», намагаючись відвернути увагу інвесторів від негативних значень показника «прибуток».